# バンクス郡 (ジョージア州)
バンクス郡（バンクスぐん、英: Banks County）は、アメリカ合衆国ジョージア州の北西部に位置する郡である。2010年国勢調査での人口は18,395人であり、2000年の14,422人から27.5%増加した。郡庁所在地はホーマー町（人口1,141人）であり、同郡で人口最大の都市はボールドウィン市（人口3,279人）である。

## 歴史
バンクス郡は1859年2月1日に、ジョージア州議会の法により、フランクリン郡とハーバーシャム郡の一部を合わせて設立された。郡名は19世紀ゲインズビル市で著名な医師だったリチャード・バンクスに因んで名付けられた。
メジャーリーグベースボールの名選手でありアメリカ野球殿堂入りしたタイ・カッブが、1886年に郡内の「ザ・ナローズ」と呼ばれた人口100人足らずの小さな農業村で生まれた。郡北部、ブロード川に近いジョージア州道105号線沿いにある。
郡内で発行される新聞にメインストリート・ニューズ傘下の「ザ・バンクス・カウンティ・ニューズ」がある。郡内最古クラスの教会は、1796年に設立されたヘブロン長老派教会である。

## 郡政府
郡政府は5人の委員による郡政委員会が統治しており、議長は郡全体から選ばれ、残り4人の委員は小選挙区から選出されている。
その他選挙で選ばれる役人として、保安官、検死官、検認判事、裁判所事務官、治安判事がある。

## 地理
アメリカ合衆国国勢調査局に拠れば、郡域全面積は233.87平方マイル (605.7 km2)であり、このうち陸地233.67平方マイル (605.2 km2)、水域は0.20平方マイル (0.52 km2)で水域率は0.09%である。

### 主要高規格道路

#### 州間高速道路
- 州間高速道路85号線

#### アメリカ国道
- アメリカ国道441号線

#### ジョージア州道
- ジョージア州道15号線
- ジョージア州道51号線
- ジョージア州道52号線
- ジョージア州道59号線
- ジョージア州道63号線
- ジョージア州道98号線
- ジョージア州道105号線
- ジョージア州道164号線
- ジョージア州道184号線
- ジョージア州道198号線
- ジョージア州道323号線
- ジョージア州道326号線
- ジョージア州道403号線

### 隣接する郡
- ハーバーシャム郡 - 北
- ステファンズ郡 - 北東
- マディソン郡 - 南東
- ジャクソン郡 - 南
- ホール郡 - 西
- フランクリン郡 - 東

### 国立保護地域
- チャタフーチー国立の森（部分）

## 人口動態
以下は2000年の国勢調査による人口統計データである。
| 基礎データ - 人口: 14,422人 - 世帯数: 5,364 世帯 - 家族数: 4,162 家族 - 人口密度: 24人/km2（62人/mi2） - 住居数: 5,808軒 - 住居密度: 10軒/km2（25軒/mi2） 人種別人口構成 - 白人: 93.16% - アフリカン・アメリカン: 3.22% - ネイティブ・アメリカン: 0.30% - アジア人: 0.60% - 太平洋諸島系: 0.06% - その他の人種: 1.96% - 混血: 0.71% - ヒスパニック・ラテン系: 3.42% | 年齢別人口構成 - 18歳未満: 26.2% - 18-24歳: 8.9% - 25-44歳: 30.7% - 45-64歳: 23.7% - 65歳以上: 10.5% - 年齢の中央値: 35歳 - 性比（女性100人あたり男性の人口） - 総人口: 102.0 - 18歳以上: 99.7 世帯と家族（対世帯数） - 18歳未満の子供がいる: 35.6% - 結婚・同居している夫婦: 65.4% - 未婚・離婚・死別女性が世帯主: 7.9% - 非家族世帯: 22.4% - 単身世帯: 19.2% - 65歳以上の老人1人暮らし: 7.7% - 平均構成人数 - 世帯: 2.69人 - 家族: 3.06人 | 収入と家計 - 収入の中央値 - 世帯: 38,523米ドル - 家族: 43,136米ドル - 性別 - 男性: 29,986米ドル - 女性: 21,698米ドル - 人口1人あたり収入: 17,424米ドル - 貧困線以下 - 対人口: 12.5% - 対家族数: 9.8% - 18歳未満: 14.0% - 65歳以上: 16.3% |

## 都市と町
- アルト
- ボールドウィン
- ジルズビル
- ホーマー - 郡庁所在地
- ルーラ（大半はホール郡内）
- メイズビル